# Tribus Confederades de la reserva Colville
Les Tribus Confederades de la reserva Colville és una tribu reconeguda federalment que controla la reserva índia Colville, que es troba a l'estat de Washington, Estats Units.

## Tribus membres
Les Tribus Confederades de la reserva Colville consisteixen en dotze tribus individuals. Aquestes tribus són: 
- Arrow Lakes (Lakes, Sinixt)
- Chelans
- Colville
- Entiats
- Nespelems
- Okanagan
- Methow
- Moses-Columbia
- Nez percés
- Palus
- Sanpoil
- Wenatchi.[2]

El territori tradicionals de les tribus va arribar a abastar la majoria del que ara es coneix com l'estat de Washington oriental i ampliat a Colúmbia Britànica, Idaho i Oregon.
En 1872 es van formar les tribus confederades de la reserva Colville per ordre executiva per tal d'ocupar la reserva Colville.

## Membres tribals destacables
- Joe Feddersen (n. 1953, okanagan) escultor, pintor, fotografia, i artistes de mitjans mixtos.
- Lawney Reyes (n. 1951, sinixt), artista, autor, activista[3]
- Luana Reyes (1933–2001, sinixt), activista i educador social[4]
- Bernie Whitebear (1937–2000, sinixt), activista dels drets amerindis